# Aharon Davidi
Aharon Davidi, izraelski general, geograf in pedagog, * 1927, Tel Aviv, Izrael, † 12. februar 2012, Kiryat Ono, Izrael.
Leta 1982 je ustanovil Sar-El, prostovoljski program Izraelskih obrambnih sil.